# Elisabeth Klein
Elisabeth Klein, geb. von Staudt (* 5. Mai 1901 in München; † 30. Dezember 1983 in Stuttgart) war eine deutsche Vertreterin der Waldorfpädagogik und Autorin.

## Leben
Elisabeth Klein war das zweite Kind und die erste Tochter des bayerischen Offiziers Karl August von Staudt (1870–1927) und dessen Frau Emma, geb. von Pape (1874–1935). Sie war eine Urenkelin des Mathematikers Karl von Staudt.
Nach dem Besuch eines Mädchengymnasiums in München studierte sie Naturwissenschaften, um Lehrerin zu werden. 1925 wurde sie an der Universität München mit einer Dissertation über Die Altersstufen und der naturwissenschaftliche Unterricht zum Dr. phil. promoviert. Über ihr Engagement im Wandervogel lernte sie den Mitgründer der Christengemeinschaft Gerhard Klein (1902–1980) kennen, den sie 1925 heiratete.

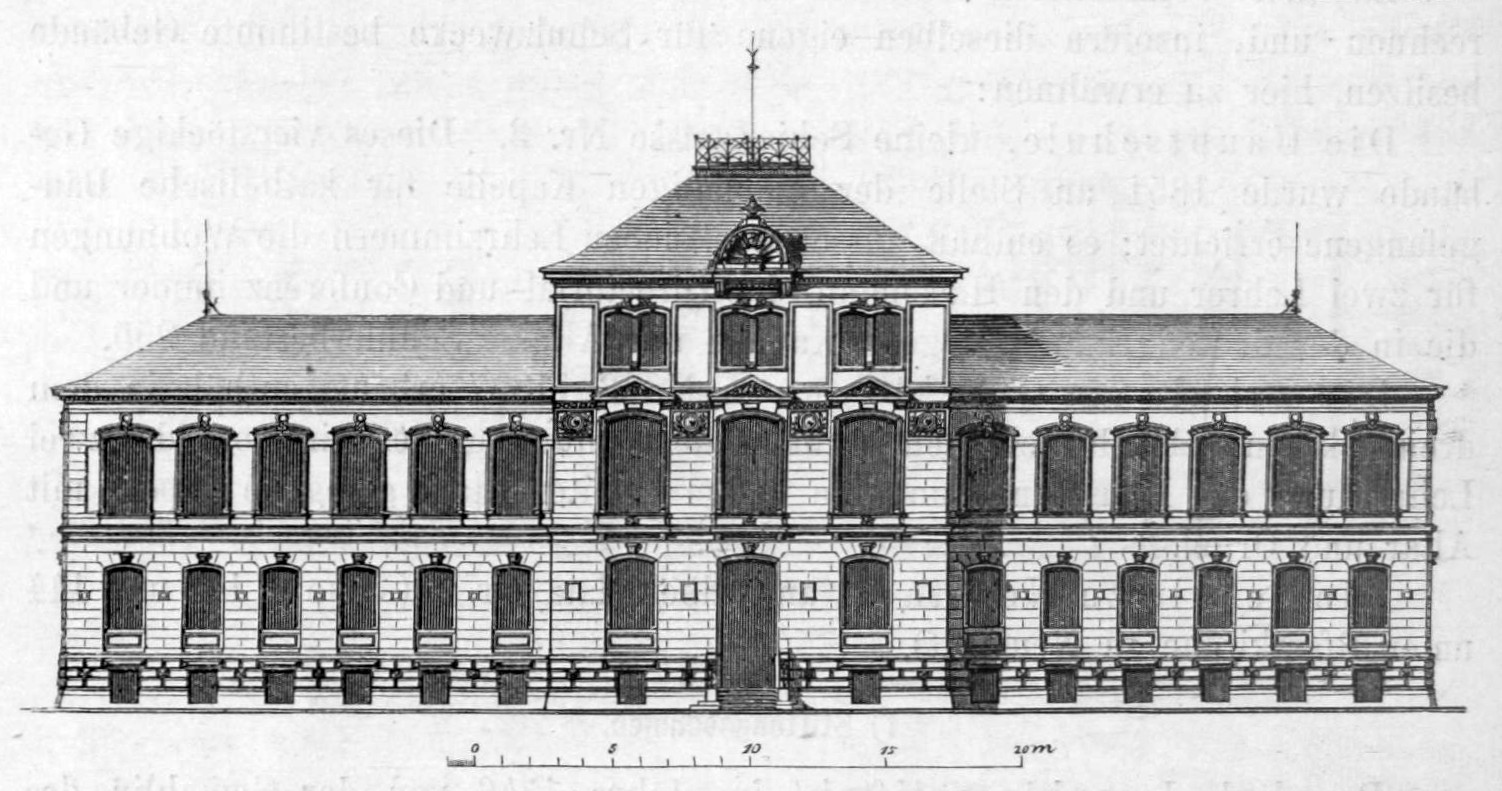
Pestalozzistift in Dresden

Das Paar zog nach Dresden. Gerhard Klein baute die örtliche Gemeinde der Christengemeinschaft auf und konnte 1936 den ersten Kirchbau der Gemeinschaft in Deutschland einweihen (1945 zerstört). Über einen Elternkreis förderte Elisabeth Klein das Interesse an Waldorfpädagogik in Dresden. 1929 eröffnete sie mit Monica von Miltitz (1885–1972) die Waldorfschule Dresden. Sie übernahm die Leitung der Schule im ehemaligen Pestalozzistift in der Jägerstraße 34, die bald sehr erfolgreich wurde und bis zu 800 Schüler hatte.
Bald darauf bedrohte der Nationalsozialismus die Existenz der Schule, insbesondere nach dem Verbot der Anthroposophischen Gesellschaft im November 1935. Elisabeth Klein setzte sich mit großem Engagement für den Erhalt der Schule ein und nutzte ihre Kontakte in hohe Parteikreise bis hin zu Rudolf Heß. Sie wurde „die aktivste Behördengängerin“ unter allen beteiligten Anthroposophen und pflegte die einmal geknüpften Kontakte auch weiter. Dabei ging sie auch Kompromisse ein, um den „Nutzen“ der Waldorfschule bei der Neugestaltung des Erziehungswesens im Nationalsozialismus aufzuzeigen: „Elisabeth Klein und Erhard Bartsch glaubten den Machthabern einen eigenständigen Bereich ihres Wirkens abtrotzen zu können.“ Diese Haltung, die sich schließlich auch für sie als Illusion herausstellte, führte schon damals und auch später zu Konflikten und zur Kritik an Klein wegen zu großer Anpassung.
Es gelang Klein, die Schließung der Schule als letzter Waldorfschule in Deutschland mit zuletzt noch 450 Schülerinnen und Schülern bis 1941 hinauszuzögern. Die heutige Einschätzung ihrer vielfältigen Aktivitäten ergibt zusammengefasst „ein Bild changierend zwischen Schutzmantelmadonna und Kollaborateurin; Verstrickungen, die im Rückblick für Außenstehende wohl kaum zu lösen sein dürften“.
Kurz vor dem Verbot der Dresdner Schule wurde Elisabeth Klein am 9. Juni 1941 im Rahmen der Aktion gegen Geheimlehren und sogenannte Geheimwissenschaften verhaftet und für neun Monate inhaftiert. Nach ihrer Haftentlassung erhielt sie Berufs- und Schreibverbot. Die Familie wurde 1942 aus Dresden ausgewiesen und zog nach Amrigschwand im Südschwarzwald. Nach Kriegsende durfte sie fünf Jahre lang nicht an Waldorfschulen unterrichten. Die Familie lebte in dieser Zeit in Basel und München. Von 1951 bis 1965 wirkte sie wieder als Lehrerin an der Waldorfschule Hannover. Der Anglist Holger Michael Klein ist ihr Sohn.
Elisabeth Klein schrieb zahlreiche Bücher, vor allem anthroposophisch geprägte Erzählungen.

## Werke
- Die Altersstufen und der naturwissenschaftliche Unterricht: mit besonderer Berücksichtigung des Alters von 7 bis 14 Jahren. Diss. München: Laube 1930
- Goethes Geistesart in der Pädagogik Rudolf Steiners. Dresden: Weise 1937
- Rübezahl: Märchenspiel in 3 Akten. Wien: Verlag Jungbrunnen 1949
- Das Wanderjahr des Michael Herz: Ein Buch vom Eisen. München: Münchener Jugendverlag 1950, 2. Auflage Stuttgart: Mellinger 1974, 3. Auflage 1985
- Das Immchen Sirr: Eine Bienengeschichte für kleine und grosse Leute erzählt Illustrationen von Anke Usche Clausen, Freiburg i. Br.: Verlag Die Kommenden 1953
- Von Pflanzen und Tieren, Steinen und Sternen: Erzählungen . Mit Federzeichnungen von Anke-Usche Clausen, Stuttgart: Mellinger [1956], 5. Auflage 1986
- Das lustige Gemüsegärtchen: Verse. Bilder von Wera Bockemühl, Stuttgart: Mellinger 1960, 2. Auflage 1972, 4. Auflage 1983
- Mutter Erde, Korn und Brot. Bilder von Lotte Boelger-Kling, Stuttgart: Urachhaus 1974, 4. Auflage 1988
- Von Zwergen und Gnomen: 16 Natursagen. Schaffhausen: Novalis-Verlag 1975 ISBN 978-3-7214-7002-4
- Und als die Zeit erfüllet war: 4 Weihnachtsgeschichten. Mit 8 Zeichnungen von Beatrice Afflerbach, Schaffhausen: Novalis-Verlag 1975 ISBN 978-3-7214-0020-5, 4. Auflage Stuttgart: Mellinger 1991
- Menschengemässe Erziehung als Zeitforderung: Ratschläge und Hilfen für Eltern auf der Grundlage der Erziehungskunst Rudolf Steiners. Schaffhausen: Novalis-Verlag 1976 ISBN 978-3-7214-8001-6
- Der Wald: ein Lesebuch von Pflanzen und Tieren. Mit Zeichnungen von Eva Raupp Schliemann, Stuttgart: Urachhaus 1977 ISBN 978-3-87838-209-6
- Erinnerungen. Mitteilenswertes aus meinem Leben. Freiburg i. Br.: Die Kommenden 1978 ISBN 978-3-7823-0116-9
- Erfahrungen einer Waldorfschul-Lehrerin: als pädagogische Hilfe für Eltern und Erzieher. Schaffhausen: Novalis-Verlag 1980 ISBN 978-3-7214-8004-7
- (Hrsg.): Es geht die Sage: von mutigen Streitern, überlisteten Teufeln und traurigen Gespenstern. Sagen aus aller Welt. Mit Illustrationen von Horst Wolniak, Stuttgart: Urachhaus 1980 ISBN 978-3-87838-289-8, 2. Auflage 1987
- Die Entstehung der Welt und der Gestirne: indianische und andere Sagen, Schaffhausen: Novalis-Verlag [1982] ISBN 978-3-7214-7003-1
- Von Zwergen und Gnomen: 16 Natursagen. Schaffhausen: Novalis-Verlag [1982] ISBN 978-3-7214-7002-4